# دمدرة بيبي رشته (مقاطعة تشرام)
دمدرة بيبي رشته (بالفارسية: دمدره بی‌بی رشته) هي قرية تقع في قسم الغتشين الريفي (مقاطعة تشرام) في إيران. يقدر عدد سكانها بـ 177 نسمة .